# 457 v.Chr.
Het jaar 457 v.Chr. is een jaartal volgens de christelijke jaartelling.

## Gebeurtenissen

### Israël
- De echtscheidingsprocessen die in Jeruzalem op gang zijn, komen ten einde. Alle Joden die met niet-Joodse vrouwen getrouwd zijn, worden door Ezra verplicht van hen te scheiden.

### Perzië
- Koning Artaxerxes I mengt zich in Griekse aangelegenheden teneinde de Perzische hegemonie in Ionië te herstellen.
- Het Perzische Rijk raakt in verval, de monarchie wordt bedreigd door intriges en moord. Belastingen en rentetarieven worden verhoogd, waardoor in veel satrapieën onrust ontstaat.

### Griekenland
- Sparta, gefinancierd door de Perzen, verslaat de Atheners in de slag bij Tanagra (Boeotië).

### Mexico
- De datum 6.14.16.9.16 is de tweede oudste die genoemd wordt op het gewelf van de Tempel der Inscripties van de Maya-stad Tikal. Het is vrijwel zeker een belangrijke gebeurtenis in de geschiedenis van de stad en waarschijnlijk de stichtingsdatum.[1]

## Verwijzingen
1. ↑  The Ancient Maya, Robert J. Sharer, Stanford University Press 1994, ISBN 0-8047-2130-0